# Umma electa
Umma electa är en trollsländeart som beskrevs av Cynthia Longfield 1933. Umma electa ingår i släktet Umma och familjen jungfrusländor. IUCN kategoriserar arten globalt som livskraftig. Inga underarter finns listade i Catalogue of Life.